# El Torno
El Torno (extremeny El Tornu) és un municipi de la província de Càceres, a la comunitat autònoma d'Extremadura (Espanya). Limita amb Jarilla al nord-oest, amb Valdastillas al nord-est, amb Casas del Castañar al sud i Cabezabellosa a l'oest.
Ubicada en les vessants dels munts de Tras la Sierra i des d'ell es poden contemplar magnifiques vistes de la vall, el mateix que des del mirador natural Pedro Alonso. El Torno va ser destruït per les hosts napoleòniques, constantment atosigades pels habitants de la vall. No obstant encara resten cases típiques de tova, pedra i solanes en el barri del Portugal. Cal destacar el complex de l'església de la Verge de la Pietat, del segle xvii, amb torre quadrada, la qual alberga una imatge de la Pietat d'estil hispano-flamenc.

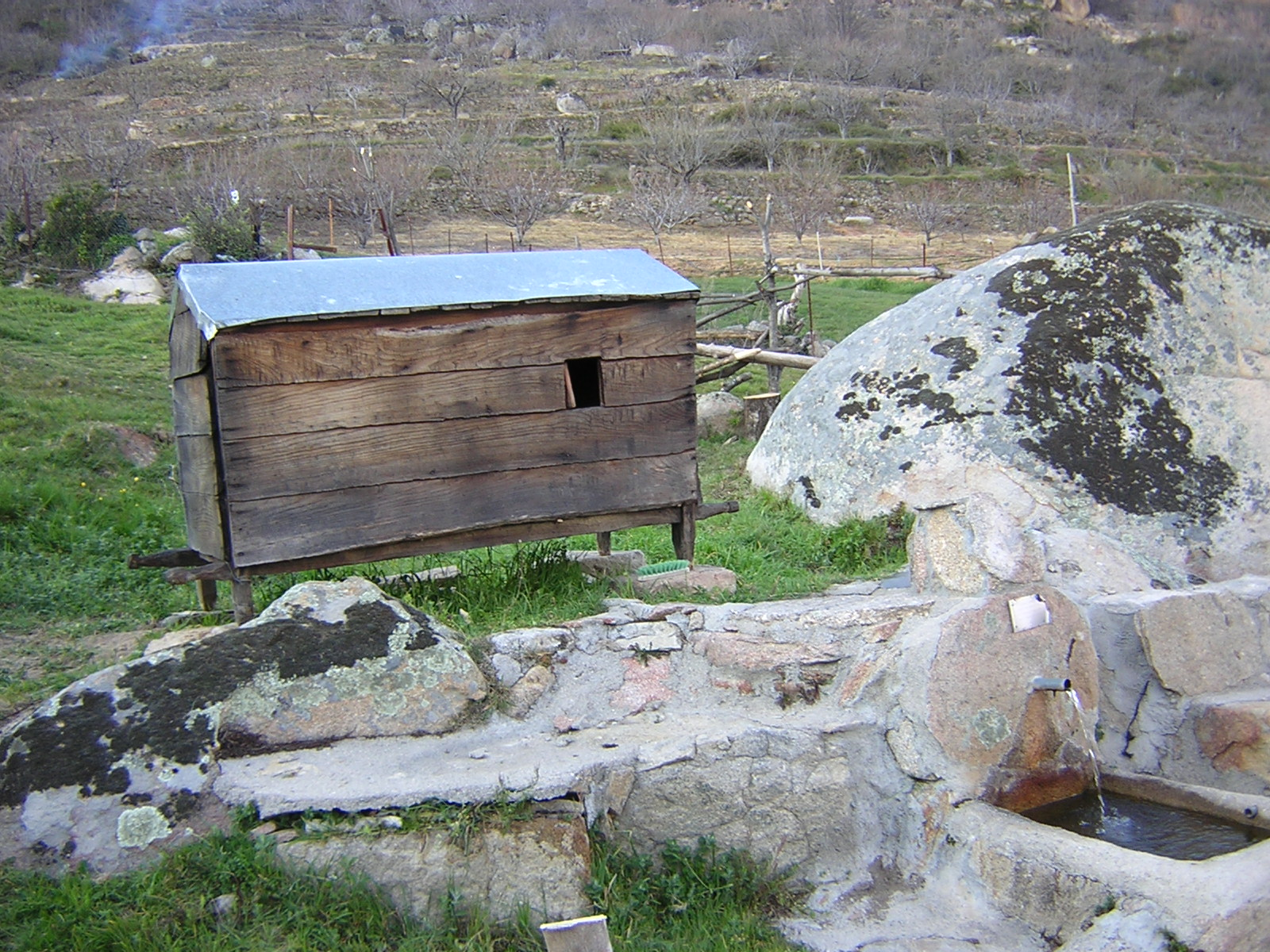
Curiosa barraca portable de pastor

Als voltants d'El Torno hi ha un bon nombre de rierols d'aigües transparents. Les característiques barraques de pedra on s'aixoplugaven els pastors són arreu del paisatge i en formen part. N'hi ha tant en finques particulars com en la zona alta de la serra, en les Vaquerizas. La Calamocha, al costat de mont Pitolero (1.356 m), és molt popular entre els aficionats al parapent.

## Demografia
| 1900  | 1910  | 1920  | 1930  | 1940  | 1950  | 1960  |
| 1.209 | 1.460 | 1.427 | 1.512 | 1.734 | 1.846 | 1.584 |
| 1970  | 1981  | 1991  | 1996  | 1999  | 2005  | 2007  |
| 1.315 | 1.149 | 1.047 | 1.033 | 967   | 938   | 1.012 |